# Дё-Севи
Дё-Севи (фр. Deux-Sevi) — упразднённый кантон во Франции, находился в регионе Корсика, департамент Южная Корсика. Входил в состав округа Аяччо.
Код INSEE кантона — 2A35. Всего в кантон Дё-Севи входило 9 коммун, из них главной коммуной являлась Пьяна. В 2015 году коммуны вошли в состав кантона Севи-Сорру-Чинарка.

## Коммуны кантона
| Коммуна    | Население, чел. (2008) | Почтовый индекс | Код INSEE |
| ---------- | ---------------------- | --------------- | --------- |
| Каржез     | 1158                   | 20130           | 2A065     |
| Кристиначе | 61                     | 20126           | 2A100     |
| Мариньяна  | 105                    | 20141           | 2A154     |
| Озани      | 108                    | 20147           | 2A197     |
| Ота        | 540                    | 20150           | 2A198     |
| Партинелло | 101                    | 20147           | 2A203     |
| Пьяна      | 444                    | 20115           | 2A212     |
| Серьера    | 107                    | 20147           | 2A279     |
| Эвиза      | 182                    | 20126           | 2A108     |

## Население
Население кантона на 2008 год составляло 2807 человек.
| 1962  | 1968  | 1975  | 1982  | 1990  | 1999  | 2006 | 2007 | 2008  |
| ----- | ----- | ----- | ----- | ----- | ----- | ---- | ---- | ----- |
| 2 366 | 2 727 | 2 691 | 2 574 | 2 623 | 2 496 | —    | —    | 2 807 |